# Trigonometrična funkcija
Trigonométrične (trigonometríjske) ali kótne fúnkcije so pomembne matematične funkcije. Ime kotne funkcije izhaja iz dejstva, da so rezultati odvisni od kota. Starejše ime za te funkcije je kotomerne ali goniometrične (grško starogrško γωνία: lonía – kot) funkcije. Kotne funkcije so pomembne pri proučevanju trikotnikov in pri modeliranju periodičnih pojavov. Na njih sloni trigonometrija. Lahko jih določimo kot razmerja dveh stranic pravokotnega trikotnika, ki oklepata kot, ali še bolj splošno kot razmerja koordinat točk na enotskem trigonometričnem krogu, oziroma kot neskončne vrste.
Obstaja šest osnovnih trigonometričnih funkcij: sinus, kosinus, tangens, kotangens, sekans in kosekans. Sekans in kosekans se v novejšem času opuščata.

## Kotne funkcije v pravokotnem trikotniku
Sinus (sin) je v pravokotnem trikotniku razmerje med kotu nasprotno kateto in hipotenuzo.
Kosinus (cos) je v pravokotnem trikotniku razmerje med kotu priležno kateto in hipotenuzo.
Tangens (tg ali tan) je  v pravokotnem trikotniku  razmerje med kotu nasprotno kateto in  kotu priležno kateto. 
Kotangens (ctg ali cot) je  v pravokotnem trikotniku  razmerje med kotu priležno kateto in  kotu nasprotno kateto. 
Sekans (sec) je v pravokotnem trikotniku razmerje med hipotenuzo in kotu priležno kateto. Velja: {\displaystyle \sec x={\frac {1}{\cos x}}}.
Kosekans (csc) je v pravokotnem trikotniku razmerje med hipotenuzo in kotu nasprotno kateto. Velja: {\displaystyle \csc x={\frac {1}{\sin x}}}.

## Kotne funkcije v enotskem krogu
Z enotskim krogom (OA = 1) lahko funkcije opredelimo kot:
- sin α = BC - ordinata točke, kjer gibljivi krak kota α seka enotsko krožnico
- cos α = OB - abscisa točke, kjer gibljivi krak kota α seka enotsko krožnico
- tg α = AD - ordinata točke, kjer nosilka gibljivega kraka kota α seka tangento na enotsko krožnico pri x = 1
- ctg α = EF - abscisa točke, kjer nosilka gibljivega kraka kota α seka tangento na enotsko krožnico pri y = 1

- sec α = OD
- csc α = OF

## Ciklometrične (krožne) funkcije
Vsaki trigonometrični funkciji pripada inverzna funkcija. Inverze trigonometričnih funkcij imenujemo krožne ali ciklometrične funkcije.
Ker trigonometrične funkcije niso bijektivne, so krožne funkcije  le delno inverzi (inverzi le na določenem območju). V spodnji tabeli so navedeni ustrezni intervali (glavne vrednosti).
| Trigonometrična funkcija | Krožna funkcija | Glavne vrednosti |
| ------------------------ | --------------- | ---------------- |
| x = sin y                | y = arc sin x   | -π/2 ≤ y ≤ π/2   |
| x = cos y                | y = arc cos x   | 0 ≤ y ≤ π        |
| x = tg y                 | y = arc tg x    | -π/2 ≤ y ≤ π/2   |
| x = ctg y                | y = arc ctg x   | 0 ≤ y ≤ π        |
| x = sec y                | y = arc sec x   | 0 ≤ y ≤ π        |
| x = csc y                | y = arc csc x   | -π/2 ≤ y ≤ π/2   |

## Izražanje funkcij s številskimi vrstami
Trigonometrične funkcije lahko za majhne vrednosti argumenta razvijemo v Taylorjevo vrsto (opomba: argument x mora biti v radianih):
{\displaystyle \sin x=x-{\frac {x^{3}}{3!}}+{\frac {x^{5}}{5!}}-\ldots +(-1)^{n}{\frac {x^{2n+1}}{(2n+1)!}}\pm \ldots }
{\displaystyle \cos x=1-{\frac {x^{2}}{2!}}+{\frac {x^{4}}{4!}}-\ldots +(-1)^{n}{\frac {x^{2n}}{(2n)!}}\pm \ldots }
{\displaystyle \operatorname {tg} x=x+{\frac {1}{3}}x^{3}+{\frac {2}{15}}x^{5}+{\frac {17}{315}}x^{7}+\ldots +{\frac {2^{2n}(2^{2n}-1)B_{2n}}{(2n)!}}x^{2n-1}+\ldots }
Pri tem Bn označujejo Bernoullijeva števila.

## Funkcije kompleksnega argumenta
Trigonometrične funkcije lahko razširimo tako, da dovolimo, da je argument funkcije kompleksen. Pri tem si lahko pomagamo z Eulerjevo enačbo:
{\displaystyle e^{iz}=\cos z+i\sin z\!\,.}
Odtod dobimo
{\displaystyle \sin z={\frac {e^{iz}-e^{-iz}}{2i}}\!\,,}
{\displaystyle \cos z={\frac {e^{iz}+e^{-iz}}{2}}\!\,.}

## Osnovne zveze med kotnimi funkcijami
{\displaystyle (\sin(x))^{2}+(\cos(x))^{2}=1}
{\displaystyle 1+(\operatorname {tg} (x))^{2}={\frac {1}{(\cos(x))^{2}}}}
{\displaystyle 1+(\operatorname {ctg} (x))^{2}={\frac {1}{(\sin(x))^{2}}}}

## Kotne funkcije komplementarnih kotov
{\displaystyle \sin \left({\frac {\pi }{2}}-\alpha \right)=\cos \alpha }
{\displaystyle \cos \left({\frac {\pi }{2}}-\alpha \right)=\sin \alpha }
{\displaystyle \operatorname {tg} \left({\frac {\pi }{2}}-\alpha \right)=\operatorname {ctg} \alpha }
{\displaystyle \operatorname {ctg} \left({\frac {\pi }{2}}-\alpha \right)=\operatorname {tg} \alpha }

## Prehod na ostri kot
{\displaystyle \sin(\pi -\alpha )=\sin \alpha }
{\displaystyle \sin(\pi +\alpha )=-\sin \alpha }
{\displaystyle \cos(\pi -\alpha )=-\cos \alpha }
{\displaystyle \cos(\pi +\alpha )=-\cos \alpha }
{\displaystyle \operatorname {tg} (\pi -\alpha )=-\operatorname {tg} \alpha }
{\displaystyle \operatorname {ctg} (\pi -\alpha )=-\operatorname {ctg} \alpha }

## Kotne funkcije dvojnih kotov
{\displaystyle \sin 2\alpha =2\sin \alpha \cos \alpha }
{\displaystyle \cos 2\alpha =(\cos \alpha )^{2}-(\sin \alpha )^{2}}
{\displaystyle \operatorname {tg} 2\alpha ={\frac {2\operatorname {tg} \alpha }{1-(\operatorname {tg} \alpha )^{2}}}}

## Kotne funkcije trojnih kotov
{\displaystyle \sin 3\alpha =3\sin \alpha -4(\sin \alpha )^{3}}
{\displaystyle \cos 3\alpha =4(\cos \alpha )^{3}-3\cos \alpha }

## Kotne funkcije polovičnih kotov
{\displaystyle \operatorname {tg} {\frac {\alpha }{2}}={\frac {1-\cos \alpha }{\sin \alpha }}}
{\displaystyle \sin {\frac {\alpha }{2}}=\pm {\sqrt {\frac {1-\cos \alpha }{2}}}}
{\displaystyle \cos {\frac {\alpha }{2}}=\pm {\sqrt {\frac {1+\cos \alpha }{2}}}}

## Adicijski izreki
{\displaystyle \sin(\alpha +\beta )=\sin \alpha \cos \beta +\cos \alpha \sin \beta }
{\displaystyle \sin(\alpha -\beta )=\sin \alpha \cos \beta -\cos \alpha \sin \beta }
{\displaystyle \cos(\alpha +\beta )=\cos \alpha \cos \beta -\sin \alpha \sin \beta }
{\displaystyle \cos(\alpha -\beta )=\cos \alpha \cos \beta +\sin \alpha \sin \beta }